# Frans Leidelmeijer
Frans Leidelmeijer (Bandoeng, 17 juli 1942) is een Nederlandse auteur en kunsthandelaar.

## Loopbaan
Leidelmeijer is specialist in kunst en vormgeving uit de periode 1880 tot en met 1980. Hiertoe behoren stromingen als nieuwe kunst, Amsterdamse School, art deco, art nouveau en De Stijl. Leidelmeijer heeft een kunsthandel in Amsterdam. Hij is medeauteur van boeken over zijn vakgebied en werkte mee aan verschillende tentoonstellingen.
In 1971 openden Frans Leidelmeijer en zijn partner Daan van der Cingel een winkel met art-nouveau- en art-deco-kunstvoorwerpen, afkomstig uit de Nieuwe Kunst, Amsterdamse School, De Stijl en Haagse School. In 1983 schreven zij het boek Art Nouveau en Art Deco in Nederland, het eerste onderzoek naar Nederlandse decoratieve kunst in de periode 1880-1940.
In 1990 werd Leidelmeijer een gediplomeerd expert van de toegepaste kunst van 1850 tot heden. Hij was jarenlang medewerker aan het AVRO-programma Tussen Kunst & Kitsch en verleende zijn medewerking aan tentoonstellingen in het Kunstmuseum Düsseldorf, het Van Gogh Museum, het Paleis voor Schone Kunsten in Brussel en het Palazzina della Socièta Promoticie delle Belle Arti in Turijn.
Hij was ook deelnemer aan de beurzen van PAN Amsterdam en de Amsterdam Arts en Design Fair in de Beurs van Berlage. In 1997 bestond zijn kunsthandel 25 jaar.
Leidelmeijer kreeg in 1998 een lintje van koningin Beatrix voor zijn bijdragen aan de promotie van de Nederlandse toegepaste kunst.
Op 16 mei 2006 liet hij zijn collectie Nederlandse art deco en art nouveau veilen bij de vestiging van Christie's in Amsterdam. In zijn 35-jarige loopbaan verkocht Leidelmeijer Nederlandse art nouveau en art deco aan musea zoals het Centre Pompidou in Parijs, het Londense Victoria & Albert Museum en andere musea.
Tijdens de uitzending van Tussen Kunst & Kitsch op 12 oktober 2016, die werd opgenomen in het Markiezenhof te Bergen op Zoom, werd bekendgemaakt dat Leidelmeijers medewerking aan het programma, na 26 jaar, zou worden beëindigd. Het laatste item dat hij tijdens deze uitzending voor het programma zou taxeren betrof een tafel in de Oriëntaalse Stijl van Carlo Bugatti.

## Trivia
Bij Tussen Kunst & Kitsch werd eens een stoel getoond, ontworpen rond 1930 door Jan Grijpma, architect. De eigenaar deelde mee dat deze stoel onderdeel was van een set, bestaande uit een bureau, een bureaustoel en twee van deze stoelen. Frans Leidelmeijer heeft zelf ook zo'n stoel in zijn collectie van dezelfde architect. In de stoel zitten elementen van de Amsterdamse School.
Op een veiling bij Christie's te Amsterdam heeft een bijzondere zigzagstoel van Gerrit Rietveld 43.000 euro opgebracht. Dat bedrag was drie keer zo hoog als verwacht. De koper was Frans Leidelmeijer. Volgens hem is deze stoel, een laag model met armleuningen, zeer zeldzaam.